# Cratere Buys-Ballot
Buys-Ballot è un cratere lunare di 66,38 km situato nella parte nord-occidentale della faccia nascosta della Luna.
Il cratere è dedicato al meteorologo olandese Christophorus Buys Ballot.

## Crateri correlati
Alcuni crateri minori situati in prossimità di Buys-Ballot sono convenzionalmente identificati, sulle mappe lunari, attraverso una lettera associata al nome.
| Buys-Ballot | Coordinate             | Diametro (in km) |
| ----------- | ---------------------- | ---------------- |
| H           | 19°31′48″N 179°36′36″E | 24,03            |
| Q           | 19°44′24″N 172°54′00″E | 59,57            |
| Y           | 23°01′12″N 174°21′00″E | 24,76            |
| Z           | 22°32′24″N 174°43′48″E | 59,21            |